# Ångermanälven
Ångermanälven est un fleuve du nord de la Suède, un des plus longs du pays.

## Géographie
Ångermanälven prend sa source dans les montagnes au sud de la Laponie, se dirige vers le sud-est dans la province de Ångermanland pour se jeter dans la mer Baltique près de Kramfors, dans la commune de Kramfors et près de Härnösand. À l'embouchure du fleuve se trouve l'un des plus longs ponts suédois le Högakustenbron.

### Provinces historiques et principales communes traversées
- Lappland : Saxnäs, Vilhelmina, Åsele.
- Ångermanland : Näsåker, Sollefteå,  Kramfors

## Affluents

### Principaux affluents
- Vojmån
- Fjällsjöälven
- Faxälven

## Hydrologie

### Production hydroélectrique
De nombreux barrages sont construits sur Ångermanälven.

## Sources
- (sv) Données sur la longueur des fleuves de Suède
- (sv) Données sur le débit des fleuves de Suède